# تونکویورجو
تونکویورجو (به اسپانیایی: Tunquiorjo) یک کوه در پرو است که در Peru, Cusco Region واقع شده‌است. تونکویورجو ۴٬۲۰۰ متر بالاتر از سطح دریا واقع شده‌است.